# 31 г. пр.н.е.
31 (тридесет и първа) година преди новата ера (пр.н.е.) е обикновена година, започваща във вторник, сряда или четвъртък, или високосна година, започваща във вторник или сряда по юлианския календар.

## Събития

### В Римската република
- Консули на Римската република са Гай Юлий Цезар Октавиан (за III път) и Марк Антоний (за III път, но само на изток). Суфектконсули стават Марк Валерий Месала Корвин (замества Антоний), Марк Тиций и Гней Помпей.
- Римска гражданска война:
  - Пролет – Марк Агрипа атакува позициите на Марк Антоний по западното крайбрежие на Гърция и превзема Метони и Керкира. Октавиан дебаркира с главните си сили в Епир и настъпва към Акций. Агрипа блокира армията и флота на Антоний в Амбракийския залив.[1]
  - Лято – опитите на Антоний да въвлече Октавиан в открита битка на сушата се провалят. Агрипа превзема Левкада и Патра.[1][2]
  - Август – Агрипа отбива опита на Гай Созий да пробие морската блокада. Гней Домиций Ахенобарб дезертира и преминава на страната на Октавиан.[1]
  - 2 септември – провежда се решителното за гражданската война сражение при Акций, в което морските сили на Октавиан, под командването на Агрипа, разбиват обединените сили на Антоний и Клеопатра.[1]
  - 9 септември – капитулация на Антониевите легиони в Гърция.[2]
  - Септември – Октавиан основава град Никополис на мястото на лагера си в Епир.[1] Луций Пинарий Скарп се присъединява към страната на Октавиан, на когото той предава Киренайка и легионите си.[2] Агрипа оттегля армията в Италия.[1]
  - Октавиан зимува на остров Самос.[3]
- Октавиан сформира XXI хищнически легион.[4][notes 1]

## Починали
- Гней Домиций Ахенобарб, римски политик и военачалник
- Богуд, цар на Мавретания, убит при Метони[5]
- Таркондимот I, цар на Киликия, убит в битката под командването на Гай Созий[5]
- Артавазд II, цар на Армения (53 – 34 г. пр.н.е), екзекутиран по заповед на Клеопатра[3]